# Cours (Lot)
Cours is een plaats en voormalige gemeente in het Franse departement Lot in de regio Occitanie en telt 257 inwoners (2005). De plaats maakt deel uit van het arrondissement Cahors.

## Geschiedenis
Cours is op 1 januari 2017 gefuseerd met de gemeenten Laroque-des-Arcs en Valroufié tot de gemeente Bellefont-La Rauze. 

## Geografie
De oppervlakte van Cours bedraagt 16,5 km², de bevolkingsdichtheid is 15,6 inwoners per km².
De onderstaande kaart toont de ligging van Cours (Lot) met de belangrijkste infrastructuur en aangrenzende gemeenten.

## Demografie
Onderstaande figuur toont het verloop van het inwonertal.